# Реквием за госпожа Й.
„Реквием за госпожа Й.“ (на сръбски: Rekvijem za gospodju J) е сръбско-българско-македонско-руско-френски игрален филм (копродукция, драма, комедия) от 2016 година по сценарий и режисура на Боян Вулетич. Оператор е Йелена Станкович.
Филмът е заснет в Белград, Скопие и София.

## Сюжет
Сюжетът следва седмица от живота на г-жа Й., вдовица на средна възраст, живееща в скромен апартамент със свекърва си и двете си дъщери. След като губи работата си, тя изпада в дълбока екзистенциална криза и решава да се самоубие на годишнината от смъртта на мъжа си.

## Актьорски състав
| В главните роли     | Изпълнител                 |
| ------------------- | -------------------------- |
| госпожа Й.          | Миряна Каранович           |
| Ковилька            | Даница Неделкович          |
| Десанка             | Мира Баняц                 |
| Ана                 | Йована Гаврилович          |
| лудият Гая          | Сърджан „Зика“ Тодорович   |
| продавач            | Вълчо Камарашев            |
| Миланче             | Вучич Петрович             |
| младия продавач     | Hевен Буйич                |
| Джордже             | Борис Исакович             |
| Дечак               | Милош Джроджевич           |
| касиер              | Бранко Перисич             |
| медицинската сестра | Милица Сузнйевич           |
| госпожа             | Зинаида Дедакин            |
| господин            | Бора Hенич                 |
| операторка          | Катарина Маркович          |
| служебно лице       | Радослав „Рале“ Миленкович |
| Босилка             | Драгинйя Воганяц           |
| Радован             | Радойе Купич               |
| Милета              | Радован Милняич            |
| оператор            | Владимир Алексич           |
| Облак               | Александър Алац            |
| Станойе             | Драгослав Илич             |
| Малина              | Мима Вукович-Курич         |

## Hагради
- „Hаградата за постпродукция“ на 52 МФФ (Карлови Вари, Чехия, 2017)
- „Hай-добър филм“ на 45-ия Белград Филм Фест (Белград, Сърбия, 2017)
- „Hай-добър сценарий“ на 45-ия Белград Филм Фест (Белград, Сърбия, 2017)
- „Hай-добър режисьор“ на 45-ия Белград Филм Фест (Белград, Сърбия, 2017)
- „Hай-добра актриса“ на 45-ия Белград Филм Фест (Белград, Сърбия, 2017)
- „Hаградата на ФИПРЕССИ“ на 21-вия „София Филм Фест“ (София, 2017)

## Фестивали
- Участие в секция „Панорама“ на 67-ия Международен филмов фестивал „Берлинале“ (Берлин 2017, Германия)
- Участие на XXXV фестивал на българския игрален филм Златна роза (Варна, 2017)
- Участие в МКФ (Белград 2017, Сърбия)
- Участие на 22-рия „София Филм Фест“ (София, 2018)